# Королівська битва (2009)
Королівська битва (2009) (анґл. Royal Rumble (2009)) — щорічне pay-per-view-шоу, яке улаштовує федерація реслінґу WWE. Шоу пройшло 25 січня 2009 року на арені «Джо Луїс» у місті Детройт (штат Мічиган, США). Це шоу — двадцять друге щорічне PPV-шоу. Королівську битву вважають одною з «Великої четвірки» PPV-шоу WWE (разом з РестлМанією, SummerSlam'ом та Survivor Series).

## Скутки
| #                                    | Поєдинки                                                       | Умови                                              | Час   |
| ------------------------------------ | -------------------------------------------------------------- | -------------------------------------------------- | ----- |
| Темний                               | Джиммі Ван Янґ переміг Пола Берчіла]]                          | Поєдинок один на один                              | N/A   |
| 1                                    | Джек Сваггер (c) переміг Метта Гарді                           | Поєдинок за титул чемпіона ECW                     | 10:27 |
| 2                                    | Меліна перемогла Бет Фенікс (c) (та Сантіно Марелла)           | Поєдинок за титул Чемпіонки Дів WWE                | 5:56  |
| 3                                    | Джон Сіна (c) переміг Джона «Бредшоу» Лейфілда (та Шон Майклз) | Поединок за титул Чемпіона світу у важкій вазі     | 15:25 |
| 4                                    | Едж (з Чаво Герреро) переміг Джеффа Гарді (c)                  | Поєдинок без дискваліфікацій за титул Чемпіона WWE | 19:22 |
| 5                                    | Ренді Ортон переміг Тріпл Ейча.                                | Королівська битва                                  | 58:38 |
| (c) - володар титулу перед поєдинком |                                                                |                                                    |       |